# De Kreutzersonate

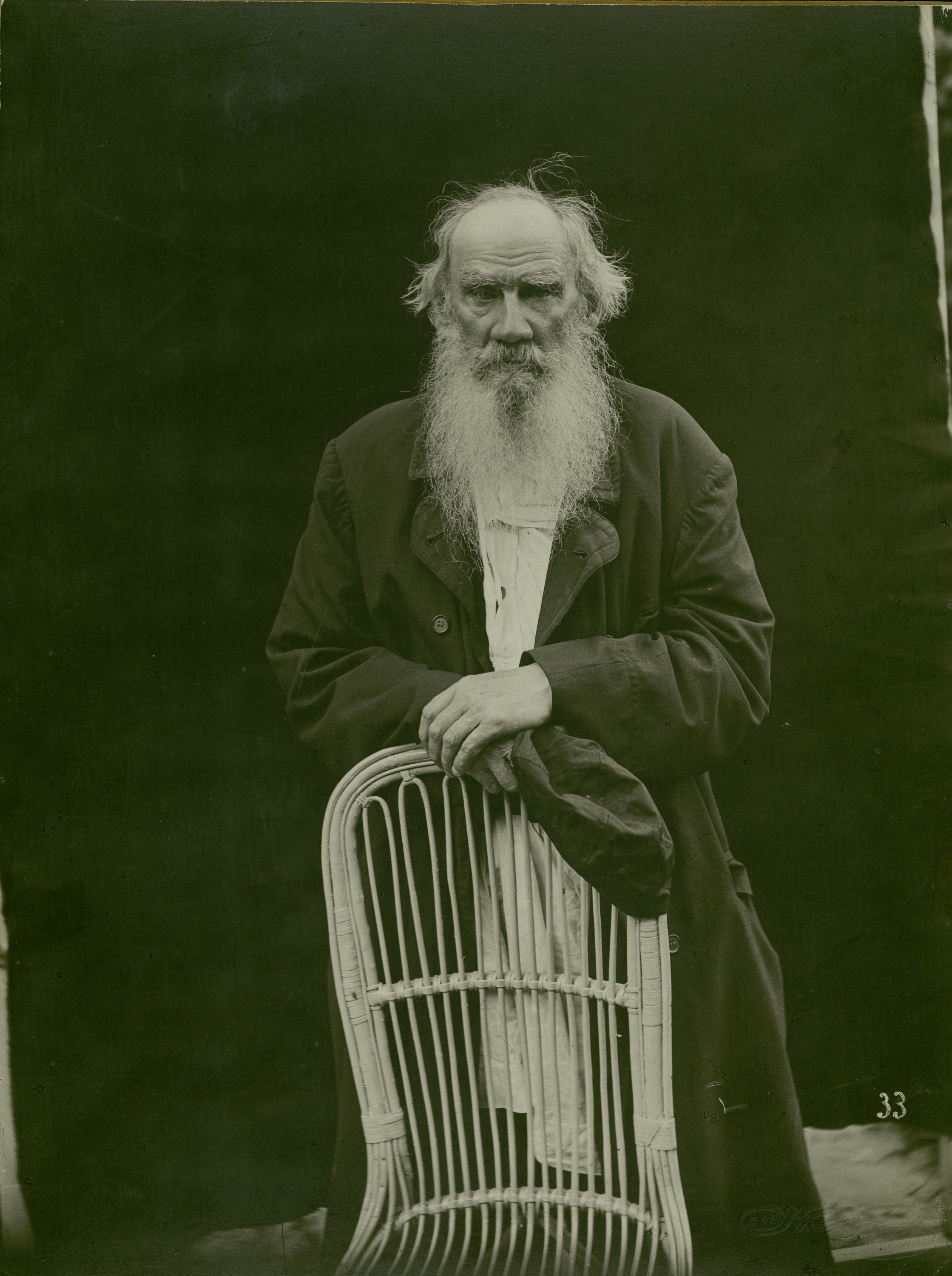
Tolstoj, gefotografeerd door Karl Boella

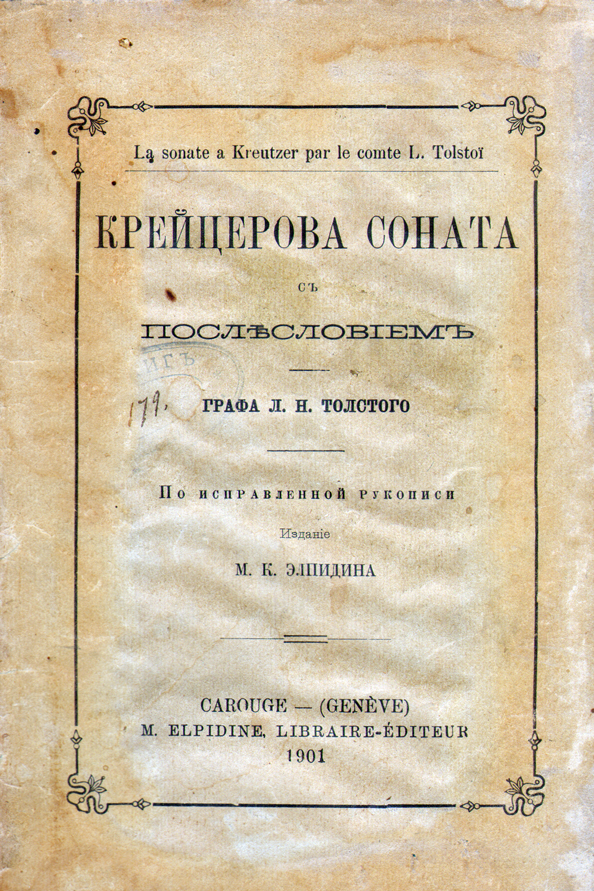
Titelblad van de Geneefse uitgave van 1901

De Kreutzersonate (Russisch: Крейцерова соната, Krejtserova sonata) is een novelle in de vorm van een raamvertelling van de Rus Leo Tolstoj over een ongelukkig huwelijk. Hij werkte eraan van oktober 1887 tot december 1889. Ze werd voor het eerst gepubliceerd in 1891. De titel verwijst naar de Kreutzersonate van Beethoven, die in het verhaal voorkomt.

## Voornaamste personages
- Naamloze ik-verteller
- Pozdnysjev, doctorandus met een maarschalktitel
- Vrouw van Pozdnysjev
- Troechatsjevski: violist, oude buurjongen van Pozdnysjev
- Liza: oudste dochter van Pozdnysjev
- George: lakei
- Ivan Fedorovitsj: arts

## Samenvatting
Op een trein ontspint er zich een discussie over vrouwen. Een oude koopman vindt dat een man zijn echtgenote onder de knoet moet houden, maar de enige vrouw in het gezelschap spreekt dit tegen, want zij gelooft in een liefdevol huwelijk. Dan voegt een zekere Pozdnysjev zich bij het gezelschap, die vertelt dat hij zijn echtgenote vermoord heeft. Wanneer de ik-verteller alleen achterblijft met Pozdnysjev, vertelt deze laatste zijn verhaal.
In zijn jeugdjaren leidde Pozdnysjev, zoals alle mannen van de hoogste klasse, een aantal jaren lang een zeer losbandig leven en viel hij voor de charmes van vele vrouwen. Uiteindelijk werd hij echter verliefd op één bepaalde vrouw, en trad met de beste verwachtingen met haar in het huwelijk. Algauw ontstond er echter een vijandschap tussen de twee echtelieden doordat hun huwelijk wegens zijn voorgeschiedenis slechts op lust gebaseerd was.
Toen leerde zijn vrouw, die zelf piano speelde, de violist Troechatsjevski kennen. Met hem speelde ze de Kreutzersonate van Beethoven voor viool en piano. Pozdnysjev kreeg een hekel aan deze sonate en aan muziek in het algemeen, omdat deze volgens hem ongeoorloofde gevoelens oproept bij de luisteraar. Hij raakte gekweld door jaloezie, en verdacht zijn vrouw ervan een affaire te hebben met Troechatsjevski. Zij ontkende dit echter met klem.
Een tijdje later moest Pozdnysjev enkele dagen weg vanuit Moskou naar een districtsvergadering. Toen hij in een nagestuurde brief van zijn vrouw las dat Troechatsjevski haar partituren was komen brengen, raakte hij er helemaal van overtuigd dat zijn vrouw hem bedroog. Daarom besloot hij vroeger dan aangekondigd terug naar huis te keren.
Thuis betrapte hij zijn vrouw terwijl ze aan het dineren was met Troechatsjevski. Hij greep naar een Damascener dolk, en stak haar bewust onder haar linkerborst. Troechatsjevski wist te ontkomen. Pozdnysjev vroeg zijn stervende vrouw nog om vergiffenis, maar zij antwoordde dat ze hem haatte en dat haar zuster het hoederecht over de kinderen zou krijgen. Op de derde dag van zijn elf maanden lange voorarrest werd Pozdnysjev overmand door berouw bij het zien van zijn vrouw in haar doodskist. De rechter spreekt hem vrij wegens een te billijken crime passionnel na overspel en het feit dat zijn vrouw zelf de moord had 'uitgelokt' met haar overspel.
Op het einde van zijn reis neemt de ik-verteller afscheid van een zeer droevige, berouwvolle Pozdnysjev.

## Vorm en stijl
Het eigenlijke verhaal wordt door Pozdnysjev verteld als een verhaal in het verhaal. De gebeurtenissen op de trein vormen slechts een omkadering. Dit omkaderende verhaal heeft de lengte van één treinrit, terwijl Pozdnysjevs relaas over een periode van meerdere jaren gaat.
Terwijl de naamloze ik-verteller zeer neutraal is, is Pozdnysjev zelf een uiterst subjectieve verteller, die er radicale meningen op nahoudt over vrouwen en het huwelijk. Hij gelooft niet dat een liefdevol huwelijk mogelijk is. Hij is tegen voorbehoedsmiddelen, tegen dokters die syfilis genezen en tegen muziek, omdat al deze zaken volgens hem aanzetten tot losbandigheid. Hij pleit voor een celibatair leven.
Vreemd genoeg zegt Tolstoj nergens expliciet dat Pozdnysjevs vrouw echt overspel gepleegd heeft. Pozdnysjev betrapt hen er slechts op dat ze samen zitten te eten. Toch is het aannemelijk dat ze hem inderdaad bedrogen heeft, want ze ontkent het niet meer op het einde en in die tijd werd seksueel gedrag nooit expliciet beschreven. Eerder vermeldt Tolstoj al wel dat Pozdnysjevs wordt vrijgesproken aangezien het bewezen wordt geacht dat zijn vrouw overspel heeft gepleegd.
Er zijn verschillende versies in omloop. De eerste uitgave werd meteen verboden door de censor. Echtgenote Sofia Tolstaja ging persoonlijk naar tsaar Alexander III waarna publicatie toch nog plaatsvond.

## Literair antwoord van zijn echtgenote
Sofia Tolstaja, de echtgenote van Tolstoj, schreef een antwoord op De Kreutzersonate. De Nederlandse titel luidt: 'Een zuivere liefde', waarmee ze blijk gaf het beroemde werk van haar echtgenoot zich terdege persoonlijk te hebben aangetrokken.
Het boek stamt uit 1893, maar werd pas voor het eerst in 1994 in Rusland uitgegeven met als titel: Чья вина? (По поводу Крейцеровой Сонаты Льва Толстого). Написано женой Льва.

## Verfilmingen
- 1911: Krejtzerova sonata door Pjotr Tsjardynin
- 1914: Krejtserova sonata door Vladimir Gardin
- 1915: Kreutzer Sonata door Herbert Brenon
- 1920: La sonata a Kreutzer door Umberto Fracchia
- 1922: Die Kreutzersonate door Rolf Petersen
- 1927: Kreutzerova sonata door Gustav Machaty
- 1937: Die Kreutzersonatesonate door Veit Harlan
- 1956: La sonate à Kreutzer door Éric Rohmer
- 1969: Kreitzerova sonata door Jovan Konjovic (tv)
- 1985: La sonate à Kreutzer door Gabriella Rosaleva (tv)
- 1987: Krejtserova sonata door Sofia Milkina en Michail Sjvejtser
- 2008: The Kreutzer Sonata door Bernard Rose

## Toneel
- 2015: Kreuzersonate: Als het verlangen maar stopt door 't Arsenaal in Mechelen

## Muziek
- 1803: Vioolsonate nr. 9 in A, opus 47 (de 'Kreutzer-Sonate') van Beethoven, waarop Tolstojs werk is gebaseerd
- 1923: Strijkkwartet nr. 1 (de 'Kreutzer Sonata') van Leoš Janáček, gebaseerd op Tolstojs werk